# 聖母無原罪司教座堂 (香港)

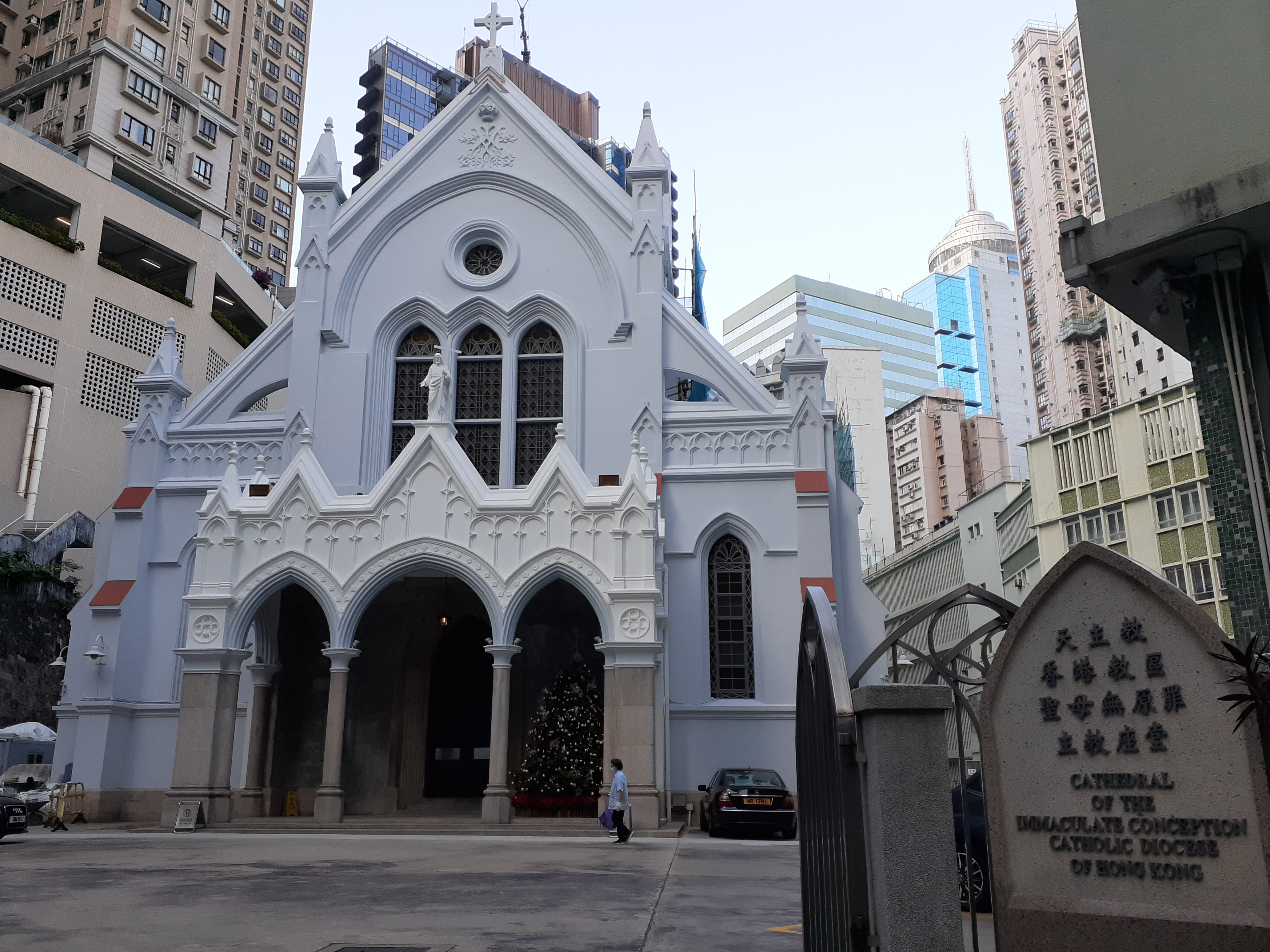

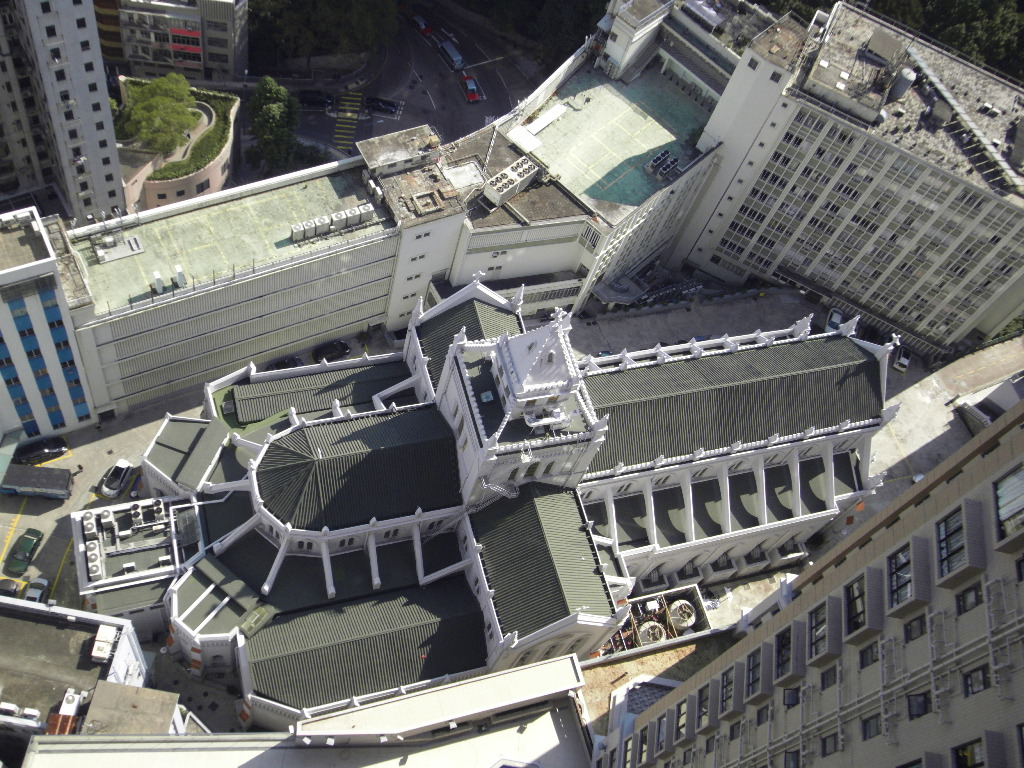
鳥瞰図

聖母無原罪司教座堂（せいぼむげんざいしきょうざどう、英語: The Hong Kong Catholic Cathedral of The Immaculate Conception）はカトリック香港教区の司教座聖堂である。19世紀後半に建築したゴシック様式の教会であり、カイン・ロード（堅道）16号にある。
現在の教会は1883年から工事を始め）、1888年12月8日からオープンした。2010年からは香港の一級歴史建築に登録した。